# Campionati asiatici di badminton 2017
I Campionati asiatici di badminton 2017 si sono svolti a Wuhan, in Cina, dal 25 al 30 aprile. È stata la 36ª edizione del torneo, organizzato dalla Badminton Asia.

## Podi
| Evento              | Oro                              | Argento                                        | Bronzo                      |
| Singolare maschile  | Chen Long                        | Lin Dan                                        | Lee Chong Wei               |
| Singolare maschile  | Chen Long                        | Lin Dan                                        | Shi Yuqi                    |
| Singolare femminile | Tai Tzu-ying                     | Akane Yamaguchi                                | Lee Jang-mi                 |
| Singolare femminile | Tai Tzu-ying                     | Akane Yamaguchi                                | He Bingjiao                 |
| Doppio maschile     | Li Junhui Liu Yuchen             | Huang Kaixiang Wang Yilu                       | Takeshi Kamura Keigo Sonoda |
| Doppio maschile     | Li Junhui Liu Yuchen             | Huang Kaixiang Wang Yilu                       | Chai Biao Hong Wei          |
| Doppio femminile    | Misaki Matsutomo Ayaka Takahashi | Kim Hye-rin Yoo Hae-won                        | Chang Ye-na Lee So-hee      |
| Doppio femminile    | Misaki Matsutomo Ayaka Takahashi | Kim Hye-rin Yoo Hae-won                        | Huang Dongping Li Yinhui    |
| Doppio misto        | Lu Kai Huang Yaqiong             | Dechapol Puavaranukroh Sapsiree Taerattanachai | Wang Yilu Huang Dongping    |
| Doppio misto        | Lu Kai Huang Yaqiong             | Dechapol Puavaranukroh Sapsiree Taerattanachai | Lee Chun Hei Chau Hoi Wah   |